# (2711) Aleksandrov
(2711) Aleksandrov est un astéroïde de la ceinture principale.

## Description
(2711) Aleksandrov est un astéroïde de la ceinture principale. Il fut découvert le 31 août 1978 à Naoutchnyï par Nikolaï Tchernykh. Il présente une orbite caractérisée par un demi-grand axe de 3,01 UA, une excentricité de 0,10 et une inclinaison de 10,3° par rapport à l'écliptique.

## Compléments